# Lista załogowych lotów kosmicznych (1981–1990)
Wszystkie daty podane są według czasu uniwersalnego (GMT).
- Jasnożółty oznacza loty suborbitalne (w tym loty, które nie osiągnęły zamierzonej orbity).

| Misja               | Data                                 | Załoga | Opis |
| ------------------- | ------------------------------------ | --- | --- |
| Sojuz T-4           | 12 marca – 26 maja 1981              | Władimir W. Kowalonok, Wiktor P. Sawinych | Połączenie ze stacją kosmiczną Salut 6. Piąta załoga podstawowa. Czas trwania lotu: 74d 17h 37min. |
| Sojuz 39            | 22–30 marca 1981                     | Władimir A. Dżanibiekow, Dżügderdemidijn Gürragczaa | Połączenie ze stacją Salut 6. |
| STS-1 Columbia      | 12–14 kwietnia 1981                  | John W. Young, Robert L. Crippen | Pierwszy lot doświadczalny wahadłowca kosmicznego. |
| Sojuz 40            | 14–22 maja 1981                      | Leonid I. Popow, Dumitru D. Prunariu | Połączenie ze stacją Salut 6. |
| STS-2 Columbia      | 12–14 listopada 1981                 | Joe H. Engle, Richard H. Truly | Drugi lot doświadczalny wahadłowca. Próby manipulatora SRMS. Skrócenie lotu z powodu awarii ogniwa paliwowego. |
| STS-3 Columbia      | 22–30 marca 1982                     | Jack R. Lousma, C. Gordon Fullerton | Trzeci lot doświadczalny wahadłowca. |
| Sojuz T-5           | 13 maja – 10 grudnia 1982            | Anatolij N. Bieriezowoj, Walentin W. Lebiediew | Połączenie ze stacją kosmiczną Salut 7. Pierwsza załoga podstawowa stacji. 1 x EVA w celu wymiany aparatury. Wysłanie dwóch satelitów radioamatorskich Iskra-2 i Iskra-3. Nowy rekord długotrwałości lotu kosmicznego: 211d 09h 04min. Powrót załogi w statku Sojuz T-7. |
| Sojuz T-6           | 24 czerwca – 2 lipca 1982            | Władimir A. Dżanibiekow, Aleksandr S. Iwanczenkow, Jean-Loup J.M. Chrétien                                                                                    | Połączenie ze stacją Salut 7. |
| STS-4 Columbia      | 27 czerwca – 4 lipca 1982            | Thomas K. Mattingly II, Henry W. Hartsfield Jr. | Czwarty i ostatni doświadczalny lot wahadłowca. |
| Sojuz T-7           | 19–27 sierpnia 1982                  | Leonid I. Popow, Aleksandr A. Sieriebrow, Swietłana J. Sawicka                                                                                                | Połączenie ze stacją Salut 7. Druga kobieta w kosmosie (Swietłana Sawicka). Powrót załogi w statku Sojuz T-5. |
| STS-5 Columbia      | 11–16 listopada 1982                 | Vance D. Brand, Robert F. Overmyer, Joseph P. Allen IV, William B. Lenoir                                                                                     | Pierwszy operacyjny lot wahadłowca. Umieszczenie na orbicie satelitów telekomunikacyjnych SBC-3 i Anik-C3. |
| STS-6 Challenger    | 4–9 kwietnia 1983                    | Paul J. Weitz, Karol J. Bobko, Donald H. Peterson, F. Story Musgrave                                                                                          | Pierwszy lot drugiego wahadłowca. Umieszczenie na orbicie satelity telekomunikacyjnego TDRS-1. 1 x EVA (Peterson, Musgrave). |
| Sojuz T-8           | 20–22 kwietnia 1983                  | Władimir G. Titow, Giennadij M. Striekałow, Aleksandr A. Sieriebrow                                                                                           | Nieudana próba połączenia ze stacją Salut 7 z powodu awarii anteny systemu zbliżania. |
| STS-7 Challenger    | 18–24 czerwca 1983                   | Robert L. Crippen, Frederick H. Hauck, John M. Fabian, Sally K. Ride, Norman E. Thagard                                                                       | Wyniesienie na orbitę satelitów telekomunikacyjnych Anik-C2 i Palapa-B1. Umieszczenie na orbicie i przechwycenie satelity SPAS-01. Pierwsza amerykańska astronautka (Sally Ride). |
| Sojuz T-9           | 27 czerwca – 23 listopada 1983       | Władimir A. Lachow, Aleksandr P. Aleksandrow | Połączenie ze stacją kosmiczną Salut 7. Druga załoga podstawowa stacji. 2 x EVA w celu zamontowania dodatkowych ogniw słonecznych. Czas trwania lotu: 149d 10h 46min. |
| STS-8 Challenger    | 30 sierpnia – 5 września 1983        | Richard H. Truly, Daniel C. Brandenstein, Dale A. Gardner, Guion S. Bluford, William E. Thornton                                                              | Umieszczenie na orbicie satelity telekomunikacyjnego Insat-1B. Uszkodzenie w czasie startu dyszy silnika na paliwo stałe. |
| Sojuz T-10-1        | 26 września 1983                     | Władimir G. Titow, Giennadij M. Striekałow | Pożar i eksplozja rakiety nośnej na wyrzutni. Załoga uratowała się dzięki użyciu rakiety awaryjnego systemu ratunkowego. |
| STS-9 Columbia      | 28 listopada – 8 grudnia 1983        | John W. Young, Brewster H. Shaw Jr., Owen K. Garriott, Robert A. Parker, Byron K. Lichtenberg, Ulf D. Merbold                                                 | Pierwszy lot laboratorium kosmicznego Spacelab-1 w ładowni wahadłowca. Awaria dwóch komputerów pokładowych. Niewielki pożar w sekcji silnikowej podczas lądowania. |
| STS-41-B Challenger | 3–11 lutego 1984                     | Vance D. Brand, Robert L. Gibson, Bruce McCandless II, Ronald E. McNair, Robert L. Stewart                                                                    | Umieszczenie na orbicie satelitów telekomunikacyjnych Westar-6 i Palapa B-2 (obydwa nie weszły na przewidzianą orbitę). 2 x EVA (McCandless, Stewart) i przeprowadzenie prób plecaka manewrującego MMU. |
| Sojuz T-10          | 8 lutego – 2 października 1984       | Leonid D. Kizim, Władimir A. Sołowjow, Oleg J. Atkow | Połączenie ze stacją kosmiczną Salut 7. Trzecia załoga podstawowa stacji. 6 x EVA (Kizim, Sołowiow) w celu przeprowadzenia naprawy uszkodzonej magistrali paliwowej stacji i zamontowania dodatkowych baterii słonecznych. Nowy rekord długotrwałości lotu kosmicznego: 236d 22h 49min. Powrót załogi w statku Sojuz T-11.                                                                                                 |
| Sojuz T-11          | 3–11 kwietnia 1984                   | Jurij W. Małyszew, Giennadij M. Striekałow, Rakesh Sharma | Połączenie ze stacją Salut 7. Powrót załogi w statku Sojuz T-10. |
| STS-41-C Challenger | 6–13 kwietnia 1984                   | Robert L. Crippen, Francis R. Scobee, George D. Nelson, James D. A. van Hoften, Terry J. Hart                                                                 | Przechwycenie, naprawa i ponowne umieszczenie na orbicie satelity astronomicznego Solar Maximum Mission. Umieszczenie na orbicie satelity Long Duration Exposure Facility. 2 x EVA (Nelson, van Hoften). |
| Sojuz T-12          | 17–29 lipca 1984                     | Władimir A. Dżanibiekow, Swietłana J. Sawicka, Igor P. Wołk                                                                                                   | Połączenie ze stacją Salut 7. 1 x EVA (Dżanibiekow, Sawicka) – próby obróbki materiałów w próżni. |
| STS-41-D Discovery  | 30 sierpnia – 5 września 1984        | Henry W. Hartsfield, Michael L. Coats, Judith A. Resnik, Steven A. Hawley, Richard M. Mullane, Charles D. Walker                                              | Pierwszy lot trzeciego wahadłowca. Umieszczenie na orbicie satelitów telekomunikacyjnych SBS-D, Leasat-2 i Telstar-3C. Próby z dużą baterią słoneczną OAST-1. |
| STS-41-G Challenger | 5–13 października 1984               | Robert L. Crippen, Jon A. McBride, Kathryn D. Sullivan, Sally K. Ride, David C. Leestma, Marc J.J.-P. Garneau, Paul D. Scully-Power                           | Umieszczenie na orbicie satelity ERBS. Obserwacje powierzchni Ziemi. 1 x EVA (Leestma, Sullivan) w celu symulacji uzupełniania paliwa satelity. |
| STS-51-A Discovery  | 8–16 listopada 1984                  | Frederick H. Hauck, David M. Walker, Anna L. Fisher, Dale A. Gardner, Joseph P. Allen IV                                                                      | Umieszczenie na orbicie satelitów telekomunikacyjnych Telesat-H i Leasat-1. Przechwycenie i dostarczenie na Ziemię satelitów Palapa-B2 i Westar-6. 2 x EVA (Allen, Gardner). |
| STS-51-C Discovery  | 24–27 stycznia 1985                  | Thomas K. Mattingly II, Loren J. Shriver, Ellison S. Onizuka, James F. Buchli, Gary E. Payton                                                                 | Misja wojskowa. Umieszczenie na orbicie satelity zwiadu elektronicznego Magnum 1 (USA 8). |
| STS-51-D Discovery  | 12–19 kwietnia 1985                  | Karol J. Bobko, Donald E. Williams, M. Rhea Seddon, Jeffrey A. Hoffman, S. David Griggs, Charles D. Walker, E. Jacob Garn                                     | Umieszczenie na orbicie satelitów telekomunikacyjnych Telesat-I i Leasat-3. Po uwolnieniu z ładowni nie uruchomiły się systemy Leasata-3. 1 x EVA (Griggs, Hoffman) i nieudane próby uruchomienia satelity. Polityk na pokładzie (senator Garn). Uszkodzenie podwozia wahadłowca podczas lądowania. |
| STS-51-B Challenger | 29 kwietnia – 6 maja 1985            | Robert F. Overmyer, Frederick D. Gregory, Don L. Lind, Norman E. Thagard, William E. Thornton, Lodewijk van den Berg, Taylor G. Wang                          | Lot z laboratorium Spacelab-3. Umieszczenie na orbicie satelity Nusat. |
| Sojuz T-13          | 6 czerwca – 26 września 1985         | Władimir A. Dżanibiekow, Wiktor P. Sawinych | Połączenie z niefunkcjonującą z powodu awarii układu zasilania stacją Salut 7 (czwarta załoga stacji). Naprawa stacji i przywrócenie jej do użytku. 1 x EVA i montaż dodatkowych baterii słonecznych. Częściowa wymiana załogi: Dżanibiekow (czas lotu: 112d 03h 12min) powrócił z G.Grieczką; na stacji pozostał Sawinych (czas lotu: 168d 03h 51min).                                                                    |
| STS-51-G Discovery  | 17–24 czerwca 1985                   | Daniel C. Brandenstein, John O. Creighton, Shannon M. W. Lucid, John M. Fabian, Steven R. Nagel, Patrick P. R. Baudry, Sultan ibn Salman Al Su’ud             | Umieszczenie na orbicie satelitów telekomunikacyjnych Morelos-A, Arabsat-1B i Telstar-3D. Umieszczenie na orbicie i przechwycenie satelity SPARTAN-1-01. Test laserowego systemu śledzącego z Ziemi. |
| STS-51-F Challenger | 29 lipca – 6 sierpnia 1985           | C. Gordon Fullerton, Roy D. Bridges Jr., F. Story Musgrave, Anthony W. England, Karl G. Henize, Loren W. Acton, John-David F. Bartoe                          | Przeprowadzenie obserwacji astronomicznych w laboratorium Spacelab-2. Awaria jednego z silników głównych podczas startu. |
| STS-51-I Discovery  | 27 sierpnia – 3 września 1985        | Joe H. Engle, Richard O. Covey, James D. A. van Hoften, John M. Lounge, William F. Fisher                                                                     | Umieszczenie na orbicie satelitów telekomunikacyjnych Aussat-1, ASC-1 i Leasat-4. Przechwycenie i naprawa satelity Leasat-3. 2 x EVA (van Hoften, Fisher). |
| Sojuz T-14          | 17 września – 21 listopada 1985      | Władimir W. Wasiutin, Gieorgij M. Grieczko, Aleksandr A. Wołkow                                                                                               | Połączenie ze stacją Salut 7 (piąta załoga stacji). Wymiana załogi: Grieczko powrócił 26.09.1985 z W. Dżanibiekowem, do załogi dołączył W. Sawinych. Powrót w trybie awaryjnym z powodu choroby Wasiutina. Czas lotu: 64d 21h 52min (Sawinych: 168d 03h 51min). |
| STS-51-J Atlantis   | 3–7 października 1985                | Karol J. Bobko, Ronald J. Grabe, David C. Hilmers, Robert L. Stewart, William A. Pailes                                                                       | Pierwszy lot czwartego wahadłowca. Misja wojskowa. Umieszczenie na orbicie dwóch wojskowych satelitów telekomunikacyjnych DSCS-3 B4 (USA 11) i DSCS-3 B5 (USA 12). |
| STS-61-A Challenger | 30 października – 6 listopada 1985   | Henry W. Hartsfield Jr., Steven R. Nagel, James F. Buchli, Guion S. Bluford Jr., Bonnie J. Dunbar, Reinhard A. Furrer, Ernst W. Messerschmid, Wubbo J. Ockels | Lot z laboratorium Spacelab D-1. Jedyny start wahadłowca z ośmioosobową załogą. Umieszczenie na orbicie satelity Glomr. |
| STS-61-B Atlantis   | 27 listopada – 3 grudnia 1985        | Brewster H. Shaw Jr., Bryan D. O’Connor, Mary L. Cleave, Sherwood C. Spring, Jerry L. Ross, Rodolfo Neri Vela, Charles D. Walker                              | Umieszczenie na orbicie satelitów telekomunikacyjnych Morelos-B, Aussat-2 i Satcom KU-2. 2 x EVA (Spring, Ross). Próby montażu dużych konstrukcji w kosmosie. |
| STS-61-C Columbia   | 12–18 stycznia 1986                  | Robert L. Gibson, Charles F. Bolden Jr., George D. Nelson, Franklin R. Chang-Díaz, Steven A. Hawley, Robert J. Cenker, C. William Nelson Jr.                  | Umieszczenie na orbicie satelity telekomunikacyjnego Satcom KU-1. Polityk na pokładzie (kongresmen William Nelson). |
| STS-51-L Challenger | 28 stycznia 1986                     | Francis R. Scobee, Michael J. Smith, Judith A. Resnik, Ellison S. Onizuka, Ronald E. McNair, Gregory B. Jarvis, S. Christa McAuliffe                          | Eksplozja wahadłowca w 73s po starcie z powodu niesprawności pierścienia uszczelniającego w prawej rakiecie wspomagającej SRB. Śmierć załogi. |
| Sojuz T-15          | 13 marca – 16 lipca 1986             | Leonid D. Kizim, Władimir A. Sołowjow | Połączenie ze stacją kosmiczną Mir (1. załoga stacji). 5 maja – 6 maja przelot do stacji Salut 7 (6. załoga stacji). Naprawa stacji Salut 7 i przywrócenie jej do użytku. 2 x EVA i próby montażu konstrukcji kratownicowej. 25 czerwca – 26 czerwca powtórny przelot do stacji Mir. Czas lotu: 125d 00h 00min. |
| Sojuz TM-2          | 5 lutego – 29 grudnia 1987           | Jurij W. Romanienko, Aleksandr I. Ławiejkin | Połączenie ze stacją kosmiczną Mir. 2. załoga podstawowa stacji. 3 x EVA: naprawa zablokowanego węzła cumowniczego z modułem Kwant i montaż dodatkowej baterii słonecznej. Wymiana załogi. Ławiejkin powrócił 30 lipca 1987 z powodu zaburzeń rytmu serca (czas lotu: 174d 03h 25min), jego miejsce zajął A. Aleksandrow. Romanienko powrócił w Sojuzie TM-3 ustanawiając nowy rekord długotrwałości lotu: 326d 11h 37min. |
| Sojuz TM-3          | 22–30 lipca 1987                     | Aleksandr S. Wiktorienko, Aleksandr P. Aleksandrow*, Muhammad Faris                                                                                           | Połączenie ze stacją Mir. Aleksandrow pozostał na stacji do 29 grudnia 1987 (czas lotu:160d 07h 16min). Pozostała część załogi powróciła wraz z A. Ławiejkinem w Sojuzie TM-2. * A. Aleksandrow – kosmonauta radziecki. |
| Sojuz TM-4          | 21 grudnia 1987 – 21 grudnia 1988    | Władimir G. Titow, Musa Ch. Manarow, Anatolij S. Lewczenko | Połączenie ze stacją kosmiczną Mir. 3. załoga podstawowa stacji (Titow, Manarow). 3 x EVA (Titow i Manarow) – wymiana baterii słonecznych i naprawa teleskopu rentgenowskiego. Nowy rekord długotrwałości lotu: 365d 22h 38min (pierwszy lot załogowy trwający rok). Powrót w statku Sojuz TM-6 (Lewczenko powrócił 29 grudnia 1987 w Sojuzie TM-3).                                                                       |
| Sojuz TM-5          | 7–17 czerwca 1988                    | Anatolij J. Sołowjow, Wiktor P. Sawinych, Aleksandyr P. Aleksandrow**                                                                                         | Połączenie ze stacją kosmiczną Mir. Powrót w Sojuzie TM-4. ** A. Aleksandrow – kosmonauta bułgarski. |
| Sojuz TM-6          | 29 sierpnia – 7 września 1988        | Władimir Lachow, Walerij Polakow, Abdulahad Momand | Połączenie ze stacją Mir. Polakow pozostał na pokładzie stacji do 27 kwietnia 1989 (czas lotu: 240d 22h 34min). Lachow i Momand powrócili w Sojuzie TM-5. Awaria systemu orientacji statku Sojuz w czasie próby zejścia z orbity spowodowała lądowanie z jednodniowym opóźnieniem. |
| STS-26 Discovery    | 29 września – 3 października 1988    | Frederick H. Hauck, Richard O. Covey, John M. Lounge, George D. Nelson, David C. Hilmers                                                                      | Wznowienie lotów wahadłowców. Umieszczenie na orbicie satelity telekomunikacyjnego TDRS-3. |
| Sojuz TM-7          | 26 listopada 1988 – 27 kwietnia 1989 | Aleksandr A. Wołkow, Siergiej K. Krikalow, Jean-Loup J.M. Chrétien                                                                                            | Połączenie ze stacją kosmiczną Mir. 4. załoga podstawowa stacji (Wołkow i Krikalow wraz z Polakowem). 1 x EVA (Wołkow i Chrétien) w celu montażu doświadczalnej konstrukcji prętowej. Czas lotu (Wołkow i Krikalow): 151d 11h 08min. Chrétien powrócił 21 grudnia 1988 w Sojuzie TM-6. |
| STS-27 Atlantis     | 2–6 grudnia 1988                     | Robert L. Gibson, Guy S. Gardner, Richard M. Mullane, Jerry L. Ross, William M. Shepherd                                                                      | Misja wojskowa. Umieszczenie na orbicie satelity zwiadowczego Lacrosse 1 (USA-34) z radarem obrazującym. |
| STS-29 Discovery    | 13–18 marca 1989                     | Michael L. Coats, John E. Blaha, James F. Buchli, Robert C. Springer, James P. Bagian                                                                         | Umieszczenie na orbicie satelity telekomunikacyjnego TDRS-4. |
| STS-30 Atlantis     | 4–8 maja 1989                        | David M. Walker, Ronald J. Grabe, Norman E. Thagard, Mary L. Cleave, Mark C. Lee                                                                              | Wyniesienie próbnika międzyplanetarnego Magellan. |
| STS-28 Columbia     | 8–13 sierpnia 1989                   | Brewster H. Shaw Jr., Richard N. Richards, James C. Adamson, David C. Leestma, Mark N. Brown                                                                  | Misja wojskowa. Umieszczenie na orbicie 2 satelitów wojskowych: łącznościowego SDS B-1 (USA-40) i zwiadu elektronicznego USA-41. |
| Sojuz TM-8          | 5 września 1989 – 19 lutego 1990     | Aleksandr S. Wiktorienko, Aleksandr A. Sieriebrow | Połączenie ze stacją kosmiczną Mir. 5. załoga podstawowa stacji. 5 x EVA, w tym przeprowadzenie prób plecaków odrzutowych Ikarus. Czas lotu: 166d 06h 58m. |
| STS-34 Atlantis     | 18–23 października 1989              | Donald E. Williams, Michael J. McCulley, Shannon W. Lucid, Franklin R. Chang-Díaz, Ellen S. Baker                                                             | Wyniesienie próbnika międzyplanetarnego Galileo. |
| STS-33 Discovery    | 23–28 listopada 1989                 | Frederick D. Gregory, John E. Blaha, Manley L. Carter Jr., F. Story Musgrave, Kathryn C. Thornton                                                             | Misja wojskowa. Umieszczenie na orbicie satelity zwiadu elektronicznego Magnum 2 (USA-48). |
| STS-32 Columbia     | 9–20 stycznia 1990                   | Daniel C. Brandenstein, James D. Wetherbee, Bonnie J. Dunbar, Marsha S. Ivins, G. David Low                                                                   | Umieszczenie na orbicie satelity telekomunikacyjnego Leasat-5. Przechwycenie i sprowadzenie na Ziemię satelity LDEF. |
| Sojuz TM-9          | 11 lutego – 9 sierpnia 1990          | Anatolij J. Sołowjow, Aleksandr N. Bałandin | Połączenie ze stacją kosmiczną Mir. 6. załoga podstawowa stacji. 2 x EVA: naprawa izolacji termicznej statku Sojuz i uszkodzonego włazu modułu Kwant 2. Czas lotu: 179d 01h 17min. |
| STS-36 Atlantis     | 28 lutego – 4 marca 1990             | John O. Creighton, John H. Casper, Richard M. Mullane, David C. Hilmers, Pierre J. Thuot                                                                      | Misja wojskowa. Umieszczenie na orbicie satelity rozpoznawczego AFP-731 (USA-53, Misty-1). |
| STS-31 Discovery    | 24–29 kwietnia 1990                  | Loren J. Shriver, Charles F. Bolden Jr., Bruce McCandless II, Steven A. Hawley, Kathryn D. Sullivan                                                           | Umieszczenie na orbicie teleskopu Hubble Space Telescope. |
| Sojuz TM-10         | 1 sierpnia – 10 grudnia 1990         | Giennadij M. Manakow, Giennadij M. Striekałow | Połączenie ze stacją kosmiczną Mir. 7. załoga podstawowa stacji. 1 x EVA w celu naprawy włazu modułu Kwant 2. Czas lotu: 130d 20h 35min. |
| STS-41 Discovery    | 6–10 października 1990               | Richard N. Richards, Robert D. Cabana, Bruce E. Melnick, William M. Shepherd, Thomas D. Akers                                                                 | Wyniesienie próbnika międzyplanetarnego Ulysses. |
| STS-38 Atlantis     | 15–20 listopada 1990                 | Richard O. Covey, Frank L. Culbertson Jr., Charles D. Gemar, Robert C. Springer, Carl J. Meade                                                                | Misja wojskowa. Umieszczenie na orbicie satelity SDS B-2 (USA-67). |
| STS-35 Columbia     | 2–11 grudnia 1990                    | Vance D. Brand, Guy S. Gardner, Jeffrey A. Hoffman, John M. Lounge, Robert A. R. Parker, Samuel T. Durrance, Ronald A. Parise                                 | Lot z laboratorium ASTRO-1. Obserwacje astronomiczne w zakresie promieniowania ultrafioletowego i rentgenowskiego. |
| Sojuz TM-11         | 2 grudnia 1990 – 26 maja 1991        | Wiktor M. Afanasjew, Musa Ch. Manarow, Toyohiro Akiyama | Połączenie ze stacją kosmiczną Mir. 8. załoga podstawowa stacji (Afanasjew i Manarow). 4 x EVA – prace naprawcze i konstrukcyjne. Czas lotu (Afanasjew i Manarow): 175d 01h 50min. Akiyama (dziennikarz telewizyjny) powrócił 10 grudnia 1990 w Sojuzie TM-10. |